# Cardioceratinae
Cardioceratinae es una subfamilia extinta de cefalópodos ammonoides de la familia Cardioceratidae.